# ماري جين كار
ماري جين كار (بالإنجليزية: Mary Jane Carr)‏ هي مؤلفة وكاتِبة وكاتبة للأطفال وصحفية أمريكية، ولدت في 23 أبريل 1895 في بورتلاند في الولايات المتحدة، وتوفي بنفس المكان في 4 يناير 1988.

## وصلات خارجية
- ماري جين كار على موقع IMDb (الإنجليزية)